# 身延山短期大学
身延山短期大学（みのぶさんたんきだいがく、英語: Minobusan College）は、山梨県南巨摩郡身延町身延3567に本部を置いていた日本の私立大学である。1950年に設置され、1997年に廃止された。大学の略称は身短。

## 概要

### 大学全体
- 山梨県南巨摩郡身延町に所在した日本の私立短期大学で、設置主体は学校法人身延山学園[1]。
- 国内で最初に認可された短期大学149校[注 1]の1校として、1950年に開学した[2]。入学定員は当初より40名体制で[3]学科数の増減はなし。1955年度より修業年限3年制となる。
- 1994年度の入学生を最後に[注釈 2]、1997年に短期大学としての使命を終える[6]。

### 建学の精神（校訓・理念・学是）
- 身延山短期大学における建学の精神は「信心行学」となっていた。

### 教育および研究
- 当初は、宗門の人材養成をねらいとした教育を行っていたが一般人の入学も可能となった。日蓮宗の仏教思想に基づいた短大だけあって、｢日蓮宗史｣をはじめとした同宗教に関する科目が多かった。全国の仏教系の学科では唯一、修業年限が昼間部3年制となっていた。

### 学風および特色
- 日蓮宗の思想に基づいた教育が行われており、弘治2年の日鏡が創設した善学院が起源となっている。
- 日蓮宗総本山久遠寺が母体となっていた。
- 「諸法実相鈔」より引用した「行学のニ道をはげみ候ふべし（中略）我もいたし人をも教化候へ」の精神に立脚した学風があった。
- 自宅からの通学者以外は、原則として短大から指定された寺院や学生寮で下宿することが義務付けられていた[7]。

## 沿革
- 1556年
  - 日鏡により善学院が創設される。
- 1604年
  - 西谷檀林に改名される。
- 1874年
  - 身延檀林となる。
- 1941年
  - 身延山専門学校となる。
- 1949年
  - 10月 文部省[注釈 3]に短期大学[注 2]の設置認可に関する申請を行う[注 3]。なお、学科・専攻は以下の通りとなっている[注 4]。
    - 宗教科 入学定員40名
- 1950年
  - 3月14日 左記を以て短期大学の設置が文部省[注釈 3]より認可される[注 5]。
  - 4月1日 左記を以て身延山短期大学が上記の学科体制にて開学する[注 6]。
    - 宗教科 入学定員40名
- 1954年
  - 5月1日 学生数[18]/定員
    - 宗教科 51[注釈 4]/80
- 1955年
  - 4月1日 この年度の入学生より修業年限が3年制となる[注 7]。
- 1958年
  - 5月1日 学生数[22]/定員
    - 宗教科 87[注釈 4]/120
- 1985年
  - 5月1日 学生数[23]/定員
    - 宗教科 70[注釈 5]/120
- 1986年
  - 5月1日 学生数[24]/定員
    - 宗教科 72[注釈 5]/120
- 1987年
  - 5月1日 学生数[25]/定員
    - 宗教科 68[注釈 6]/120
- 1992年
  - 5月1日 学生数[注 8]/定員
    - 宗教科 94[注 9]/120
- 1993年
  - 5月1日 学生数[27]/定員
    - 宗教科 103[注釈 6]/120
- 1994年
  - 4月1日 学生募集が最後となる[注釈 2]。
  - 5月1日 学生数[28]/定員
    - 宗教科 110[注釈 6]/120
- 1995年
  - 5月1日 学生数[29]/定員
    - 宗教科 73[注釈 5]/80
- 1996年
  - 5月1日 学生数[30]/定員
    - 宗教科 39[注釈 5]/40
- 1997年
  - 8月5日 左記をもって正式に廃止となる正式廃止[6]。

## 基礎データ

### 所在地
- 山梨県南巨摩郡身延町身延3567[注釈 1]

### 象徴
- 身延山短期大学のカレッジマークは右記資料を参照のこと[31]。

## 教育および研究

### 組織

#### 学科
- 宗教科 入学定員40名[注 10]

#### 専攻科
- なし

#### 別科
- なし

#### 取得資格について
- 中学校教諭二種免許状を取得するための課程が設けられていた。教科は社会と宗教である[7]。
- 当初は中学校教諭ほか高等学校教諭免許状（社会・宗教）の教職課程を併設[34]。

### 研究
- 『棲神/身延山短期大学学会研究紀要』[35]ほか

## 大学関係者と組織

### 大学関係者一覧
- 宮崎英修

## 施設

### キャンパス
- 学生食堂・学生寮ほか

## 対外関係

### 関係校
- 立正大学

### 系列校
- 身延山高等学校

## 卒業後の進路について

### 就職について
- 宗門や住職ほか一般企業など多岐にわたっていた。

### 編入学･進学実績
- 立正大学などへの編入学実績がある。